# Sonar

Emersione del sottomarino Sauro

Il sonar (termine che nasce come acronimo dell'espressione inglese sound navigation and ranging) è una tecnica che utilizza la propagazione del suono sott'acqua per la navigazione, comunicazione o per rilevare la presenza e la posizione di sottomarini o oggetti sotto il livello del mare. Si distinguono in attivi e passivi.
Il sonar dei sottomarini è inoltre strumento indispensabile nelle fasi di emersione dei battelli.
Il sottomarino che deve riemergere utilizza il sonar per controllare che nell'arco dell'orizzonte non ci siano ostacoli che possano pregiudicare la sicurezza della manovra.

## Storia
Venne inventato da Paul Langevin nel 1917. La marina inglese e quella tedesca considerarono il sottomarino, nel periodo tra le due guerre, un'arma superata soprattutto dopo l'avvento del dispositivo di rilevazione acustica detto "ASDIC" (Anti-Submarine Detection Investigation Committee), noto oggi come sonar; furono i britannici i primi a sviluppare una tecnologia che permettesse di rilevare un oggetto attraverso il suono e la scoperta del propagarsi delle onde sonore in acqua non era avvenuta durante la prima guerra mondiale e, per il rilevamento dei sommergibili, erano utilizzati dei semplici idrofoni).
Il sistema ASDIC era composto da un trasduttore, contenuto in una cupola sotto la nave, che inviava onde acustiche che tornavano all'origine se riflesse da un oggetto sommerso, posto ad una distanza massima di circa 2700 m. La cupola poteva essere fissa, come nell'apparato Type 123 installato sulle corvette della classe Flower o retrattile come in alcune navi, quali il cacciatorpediniere HMS Campbeltown, dotato di un ASDIC Type 124. Dall'eco veniva ricavata la direzione e la distanza dell'oggetto ma falsi segnali potevano essere generati dalle differenze di temperatura dell'acqua, correnti, banchi di pesci (strato riflettente profondo), ed inoltre l'ASDIC era efficace solo a velocità inferiori ai 15 nodi (28 km/h), poiché a velocità superiori il rumore della nave avrebbe coperto gli echi; un ulteriore limite era rappresentato dal brandeggio del trasduttore, solo in senso orizzontale, con la conseguenza che il contatto veniva perso quando il bersaglio passava sotto la nave cacciatrice.
La procedura di utilizzo consisteva nell'uso dell'ASDIC in un arco da un lato all'altro della nave, fermando il trasduttore a distanze di pochi gradi per inviare un segnale, e le ricerche in gruppi di navi prevedevano l'allineamento delle navi a distanza compresa tra il miglio ed il miglio e mezzo; se veniva captata un'eco identificabile come sottomarino la nave avrebbe puntato verso il bersaglio e si sarebbe avvicinata a media velocità fino a trovarsi ad una distanza inferiore alle 1000 yard (910 m) e, nel frattempo, tramite il plotter veniva tracciata la direzione e la distanza, in modo da ricavare la rotta del sottomarino e la sua velocità. L'attacco veniva avanzato passando davanti al sottomarino per scaricare le bombe di profondità, lanciandole ad intervalli, seguendo uno schema tale da intrappolare il sottomarino. Per essere efficaci tuttavia, le bombe dovevano esplodere ad una distanza inferiore ai 6 metri e i primi sistemi ASDIC non erano in grado di determinare la profondità con sufficiente precisione; per questo motivo lo schema di sganciamento delle bombe prevedeva anche l'esplosione delle stesse a diverse profondità.
Il sistema ASDIC soffriva di alcuni limiti: gli U-Boot potevano scendere a profondità maggiori rispetto a quelli britannici e statunitensi, oltre i 700 ft, pari a 210 m, oltre le capacità delle bombe di profondità britanniche, che potevano raggiungere i 350 ft, circa 100 m, e l'esplosione di una bomba di profondità disturbava l'acqua, rendendo molto difficile la riacquisizione del contatto nemico se falliva il primo attacco; è da rilevare inoltre che il sistema non godeva della fiducia delle marine alleate e la Royal Navy iniziò la guerra con un numero insufficiente di cacciatorpediniere e di ufficiali esperti in armi antisommergibile. La situazione nel comando costiero della Royal Air Force era ancora più grave, poiché gli aerei da ricognizione non possedevano adeguata autonomia per il pattugliamento e non erano ancora state valutate le conseguenze che la scoperta del radar avrebbe avuto nella guerra sul mare.
Anche altre marine iniziarono a sperimentare i primi modelli di ASDIC quando alcune unità, corvette ma anche pescherecci armati, vennero equipaggiati con personale non inglese, o apparati vennero installati su navi alleate, come il cacciatorpediniere olandese Isaac Sweers.
In Italia lo studio e la costruzione dei sonar riprende dopo la Seconda Guerra mondiale nel 1951.
I primi sonar italiani per sottomarini, costruiti tra il 1960 e 1974, erano identificati con le sigle: IP60 - IP64 e IP70 - IP74S.
Il loro nome, coniato in Italia, era: Apparati Ecoidrofonici.

Sottomarini italiani, dal 1960 ad oggi
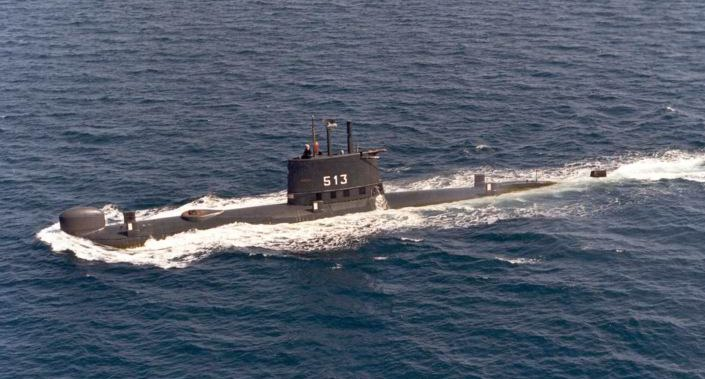
Sottomarino Cl. Toti (1967);
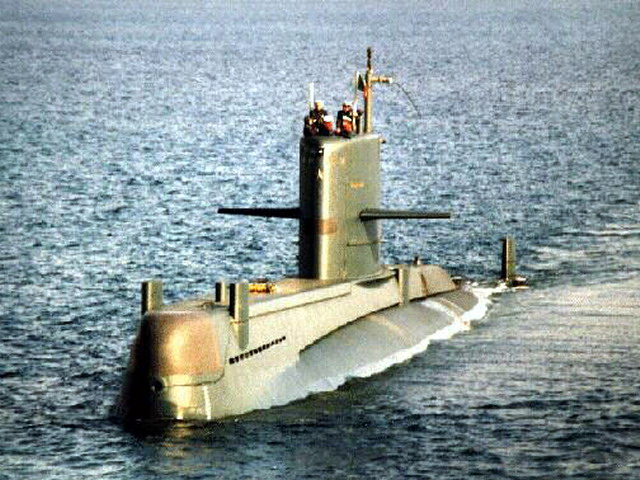
Sottomarino Cl. Sauro (1976)
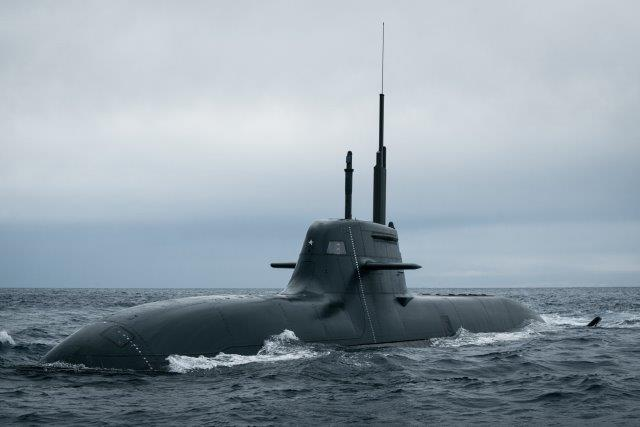
Sottomarino Cl. U212 (2003)

## Localizzazione sonar

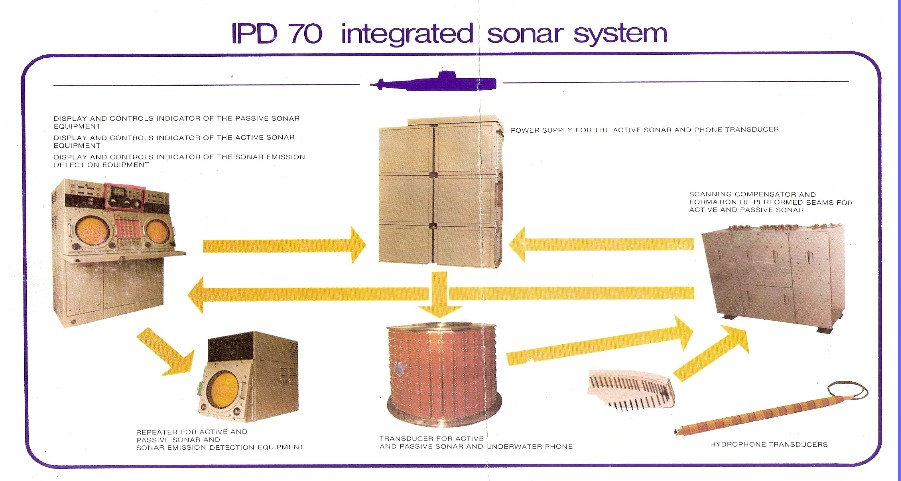
Sonar IPD70
Italia
-Soc. USEA
-La Spezia
-Inizio costruzione = 1970
-Fine costruzione = 1998
-Utilizzato nei sottomarini Cl. Sauro fino al 2003.

La localizzazione sonar è una tecnica utilizzata per stabilire con precisione la posizione degli oggetti in mare, sia che si trovino in superficie che sotto di questa. Tra le sue applicazioni principali troviamo il suo impiego per usi militari, nei sistemi di rilevamento sonar installati a bordo di semoventi navali.
Un semovente navale da localizzare è indicato con la dizione Bersaglio.
Geometrie di localizzazione:
Tra le innumerevoli geometrie di localizzazione d'interesse quelle relative ai sottomarini:
La localizzazione dei bersagli gioca un ruolo fondamentale nella navigazione in immersione di un sottomarino, sia che la navigazione avvenga per scopi di dislocamento, sia che avvenga per scopi di sorveglianza o attacco.

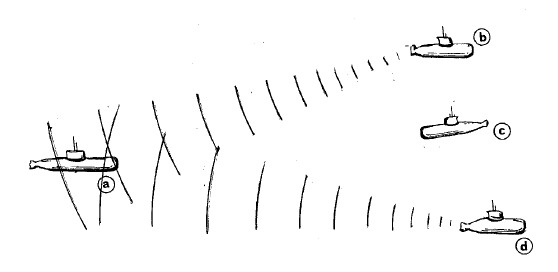
In funzionamento passivo il sonar del sottomarino a) localizza i bersagli b) e d), che generano rumore, non scopre il bersaglio c) che non emette segnali acustici

La posizione di un sottomarino nello spazio subacqueo può presentarsi nei più svariati aspetti: ad esempio, un’ipotetica situazione può vedere un sottomarino come localizzatore e altri tre natanti a distanza come bersagli.
Se due dei tre bersagli sono considerati attivi, il rumore da loro emesso s'irradia con onde acustiche, sotto forma di archi di cerchio. Esse si allontanano dai bersagli attivi verso il sottomarino. Al contrario, il terzo bersaglio, essendo passi o, non irradia rumore e perciò non viene rilevato.

Se il sottomarino, per non farsi scoprire, impiega nella ricerca la sola componente passiva, localizza soltanto i due bersagli citati e non rileva la presenza del terzo.

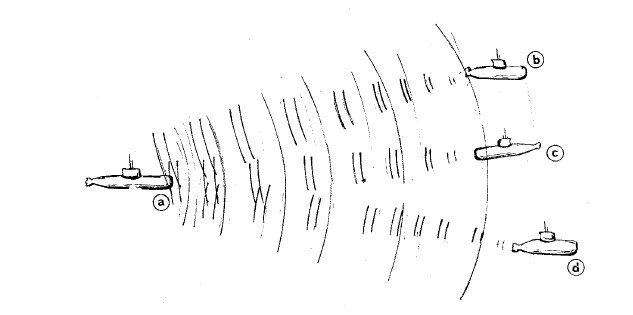
In funzionamento attivo il sonar del sottomarino a) emette impulsi acustici che investono i tre bersagli b), c), d), riceve di conseguenza gli echi da essi riflessi

La situazione può essere modificata per necessità operative qualora il sottomarino debba localizzare tutti i possibili bersagli presenti nella zona, siano questi attivi o passivi.
In questo caso il sottomarino impiega nella ricerca la componente attiva anche se ciò denuncia la sua presenza.
Gli impulsi di energia acustica emessi dal sonar del sottomarino per produrre gli echi si propagano in mare con onde acustiche circolari di notevole intensità che si allontanano da esso, l'ampiezza degli echi di ritorno  sono onde acustiche circolari a bassa intensità che si staccano dai bersagli.
In entrambe le situazioni il sottomarino rileva con notevole precisione la posizione dei bersagli scoperti, localizzandoli angolarmente, sia nel piano orizzontale, sia in quello verticale e misurandone la distanza.
L’importanza dei rilievi è fondamentale per il sottomarino dato che rappresentano l’unico mezzo con il quale esso può spostarsi agevolmente nello spazio subacqueo senza correre il rischio di urtare altri corpi immersi, sia immobili che in navigazione; inoltre la localizzazione rende possibile al sottomarino l'emersione senza il pericolo di trovarsi sulla traiettoria o, quanto peggio, sulla chiglia di una nave.
Il sonar associa la funzione di localizzazione con la funzione di identificazione dei bersagli.
L’identificazione stabilisce caratteristiche più salienti dei bersagli, quali ad esempio la lunghezza, la velocità, il tipo di propulsione ed altri elementi che permettono di conoscere la classe della nave o del sottomarino oggetto della localizzazione.

### I bersagli
I bersagli, nel processo di localizzazione, possono essere indifferentemente: navi, sottomarini, siluri in corsa, sopraelevazioni del fondo marino, isole, coste e si possono dividere in due classi:
- classe dei bersagli passivi, quelli che per loro natura o per intendimento dell’uomo non irradiano rumori in mare;
- classe dei bersagli attivi, quelli che irradiano rumore in mare.[12]

Nella prima classe si possono collocare: navi alla fonda, sottomarini naviganti in assetto particolarmente silenzioso, isole e coste.
Nella seconda classe si possono collocare: navi in movimento, navi ferme con macchinari in moto, sottomarini in normale navigazione, siluri ecc.
Il sonar localizza e identifica i bersagli in due modi differenti in dipendenza dell’appartenenza di questi ad una classe o all'altra; per la localizzazione e la identificazione dei bersagli passivi esso utilizza energia acustica propria, in modo da provocare una riflessione parziale di questa da parte del bersaglio, che così viene rivelato (metodo dell'eco). In questo tipo di impiego il sonar utilizza la sua componente attiva .
Per la localizzazione e l’identificazione dei bersagli attivi esso utilizza il rumore irradiato naturalmente da questi, nel far ciò adopera la sua componente passiva..
Il sonar non può operare contemporaneamente con la componente attiva e con quella passiva, ma con opportuni accorgimenti può realizzare una quasi contemporaneità dei due modi operativi.
Un tempo i sonar installati sulle navi erano prevalentemente orientati al funzionamento attivo, poiché i rumori provocati dalle macchine non consentivano che essi potessero captare agevolmente il rumore irradiato naturalmente dai bersagli; oggi il problema citato non si pone, dato che le navi moderne sono dotate di sonar a profondità variabile (VDS) indirizzabili a notevole distanza dalla nave.
Il sonar installato su di un sottomarino è prevalentemente orientato al funzionamento passivo per due ragioni fondamentali:
- Nel funzionamento attivo, emettendo energia acustica in mare, sarebbe facilmente individuabile, mentre il suo scopo precipuo è quello di passare inosservato;
- Con il sottomarino in assetto silenzioso si creano le condizioni ottimali per captare il rumore irradiato naturalmente dai bersagli.

Il sottomarino impiega la componente attiva del sonar soltanto in casi eccezionali: durante la navigazione, in tempo di pace, se non è comandato ad effettuare opera di sorveglianza dello spazio subacqueo e durante le fasi critiche di attacco al bersaglio nemico, quando ormai è indispensabile correre il rischio.

### Localizzazione e visualizzazione dei bersagli

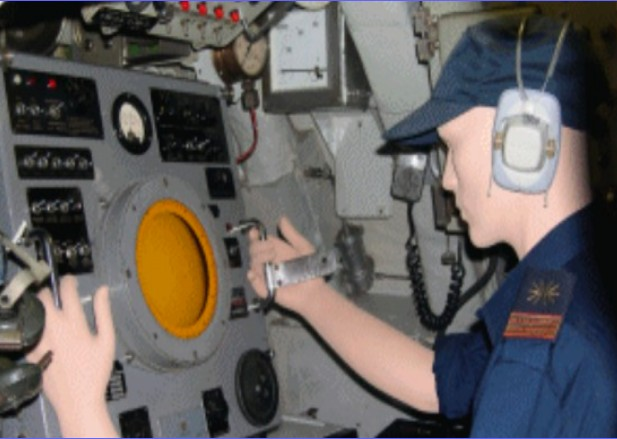
Consolle di presentazione e controlli del sonar USEA IP64

I bersagli localizzabili sono visualizzati all'operatore al sonar su di una consolle di presentazione e controllo.
Se un sottomarino in fase di scoperta si trova in immersione in una zona di mare, tra coste ed isole, nella quale sono presenti due navi in movimento può esplorare l'ambiente nell'intento di localizzare tanto i bersagli fissi quanto in movimento.
Dato che tutti i rilievi angolari del sonar sono effettuati facendo riferimento al sottomarino, esso diventa il centro della geometria della zona.

#### Presentazione video in coordinate polari

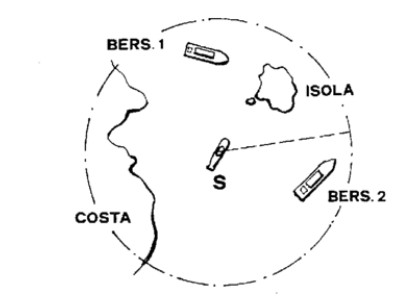
Il sottomarino S si trova al centro del teatro operativo

Tracciato un cerchio ideale facendo centro sul sottomarino, tutto ciò che in esso è compreso sarà visualizzato in coordinate polari sullo schermo circolare di presentazione con riferimento al punto centrale.

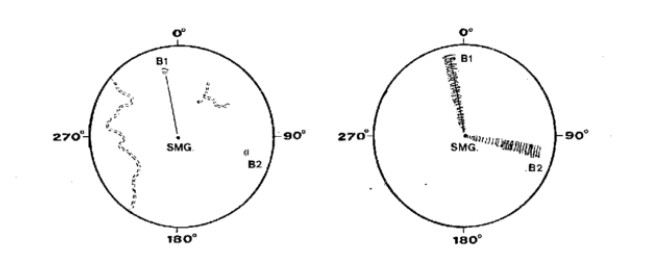
Schermi video in coordinate polari per la scoperta sonar dei bersagli; a sinistra il sonar del sottomarino opera in attivo, a destra opera in passivo

Nello schermo del sonar compaiono tracce diverse in dipendenza del suo modo operativo. Se il sonar lavora in attivo gli echi di tutti i bersagli compaiono sullo schermo sotto forma di piccoli segmenti luminosi che delineano la topografia della zona circostante il battello, questo compare come un punto luminoso al centro.
Un raggio luminoso è fatto ruotare dall'operatore per collimare i bersagli che, grazie ad un particolare sistema di elaborazione del sonar, sono visibili sui {\displaystyle 360}° dell'orizzonte.
Se il sonar lavora in passivo, i rumori irradiati dai bersagli compaiono sullo schermo sotto forma di tracce radiali che indicano la direzione di provenienza del suono rispetto al battello che compare come un punto luminoso al centro.
Anche in questo caso è presente l’indice luminoso per collimare i bersagli.

#### Presentazione video in coordinate cartesiane

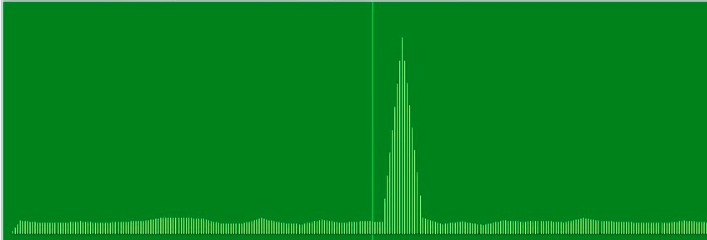
Schermata dinamica tipo A, si scopre il bersaglio sulla dritta del battello

I bersagli sono visualizzati sullo schermo del sonar secondo presentazione tipo A :
- Nella presentazione video compaiono campane luminose aventi ampiezza diversa a seguito della corrispondente ampiezza dei segnali generati dai bersagli [19].

- Un indice luminoso verticale è posizionabile per la collimazione angolare dei bersagli.

La direzione misurata è riferita all'asse longitudinale del sottomarino.

### Localizzazione di un bersaglio attivo
La localizzazione di un bersaglio attivo implica la misura, con buona precisione, della sua distanza e della sua posizione angolare rispetto al nord.

In condizioni favorevoli la capacità di scoperta di un sonar in funzionamento passivo si può stimare tra i quaranta e gli ottanta chilometri. 

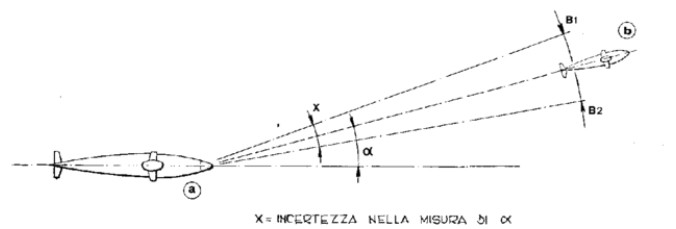
Geometria nella scoperta di un bersaglio attivo

A grandi distanze si procede alla scoperta di un bersaglio e non alla sua localizzazione perché in questi casi è difficile una misura accurata della posizione angolare del bersaglio nel piano orizzontale, e impossibile la misura nel piano verticale.
Nella geometria di scoperta di un bersaglio in una sezione orizzontale dello spazio subacqueo si consideri il sottomarino durante la fase di rilevamento del bersaglio attivo, se la distanza tra sottomarino e bersaglio è di circa {\displaystyle 40\ km} e l'incertezza nella misura dell’angolo {\displaystyle \alpha }, entro il quale può indifferentemente trovarsi la direzione del bersaglio, è di {\displaystyle 1.5^{\circ }}, l'ampiezza dell’arco in ogni parte del quale potrebbe essere indifferentemente posizionato il bersaglio dal calcolo risulterebbe essere dell’ordine di {\displaystyle 1\ km}; in questa situazione l’impiego del sonar potrebbe sembrare inutile viste le incertezze di localizzazione.
Se la velocità di spostamento di un bersaglio valutata mediamente a {\displaystyle 40\ km/h} e che se questo muove verso il sottomarino devono trascorrere almeno {\displaystyle 30} minuti prima che la distanza si riduca dai {\displaystyle 40\ km} iniziali a {\displaystyle 20\ km}, ne segue che in questo sensibile intervallo di tempo la situazione si evolve.
A mano a mano che il bersaglio si avvicina, l’arco d'incertezza diventa sempre più piccolo, sia perché la distanza decresce, sia perché si riduce l’errore nella misura di {\displaystyle \alpha } ed il sonar stabilisce con molta precisione la posizione del bersaglio.
La scoperta di bersagli molto lontani, anche con sensibili incertezze nella loro localizzazione, rappresenta pertanto un elemento di primaria importanza per la sicurezza e l’operatività del battello.

### Percorso dei segnali dei bersagli attivi
I rumori, irradiati dalle unità in navigazione, si propagano in mare e le onde acustiche colpiscono i sensori della base idrofonica del sottomarino, questi, eccitati meccanicamente, generano delle deboli tensioni elettriche che sono proporzionali all'eccitazione meccanica ricevuta.
Il cofano di amplificazione ed elaborazione riceve dagli elementi della base idrofonica le deboli tensioni elettriche prodotte, genericamente dette segnali idrofonici, e ne amplifica il livello in modo da renderle idonee per la successiva fase di trattamento.
I segnali idrofonici amplificati sono applicati al gruppo di elaborazione, questo estrae tutte le informazioni contenute in essi per fornirle al sistema di presentazione.
Il complesso di presentazione e controllo consente all'operatore del sonar di eseguire le azioni di localizzazione e di classificazione dei bersagli. Egli può vedere, su di uno schermo simile a quello televisivo, la rappresentazione topografica dello scenario subacqueo, nella quale si evidenziano, con strisce o archi luminosi, le posizioni dei bersagli.
Agendo sugli appositi comandi l’operatore può collimare una marca luminosa sulle tracce dei bersagli ottenendo, su appositi indicatori numerici, i dati che consentono la localizzazione.

### Localizzazione con il metodo dell'eco
Il trasmettitore di un sonar è impiegato per la generazione dell'energia necessaria per la localizzazione dei bersagli che, non emettendo rumore, devono essere scoperti con il metodo dell’eco. Il trasmettitore produce impulsi di energia elettrica che vengono applicati alla base di emettitori elettroacustici.

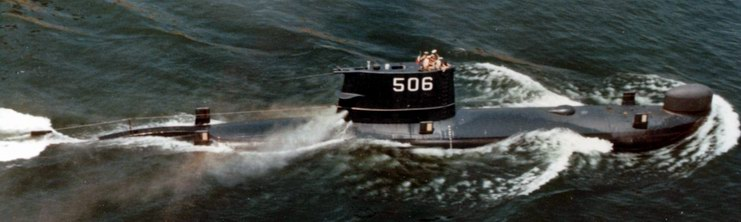
Sottomarino Toti: sonar IP64; in vista in alto a prua la cuffia idrodinamica che copre la base cilindrica per la scoperta attiva dei bersagli con il metodo dell'eco

La base di emettitori è collocata, in alto a prua del battello, tra lo scafo resistente e il falso scafo, viene impiegata soltanto dopo l'immersione del sottomarino.
Gli impulsi di energia elettrica applicati agli emettitori acustici provocano la vibrazione di questi e la conseguente eccitazione delle particelle d’acqua circostanti. Si ha in questo modo la produzione di onde acustiche che si propagano in mare fino a colpire il bersaglio, questo riflette parte dell’energia acustica che lo ha colpito verso l’origine, dove viene captata e convertita in segnali elettrici dalla base ricevente.
Il sonar sinteticamente descritto rappresenta una configurazione delle più semplici impiegate un tempo a bordo dei sottomarini; i sonar di produzione recente, più sofisticati da un punto di vista tecnologico, sono costituiti con strutture simili a quella descritta, perché il loro funzionamento segue gli stessi principi fisici a cui si ispirano tutti i sistemi di localizzazione subacquea.

### Struttura di un semplice sonar
Descrizione sintetica del sonar USEA IP64; progettato e costruito nel 1960 per i sottomarini Classe Toti.
Parti bagnate

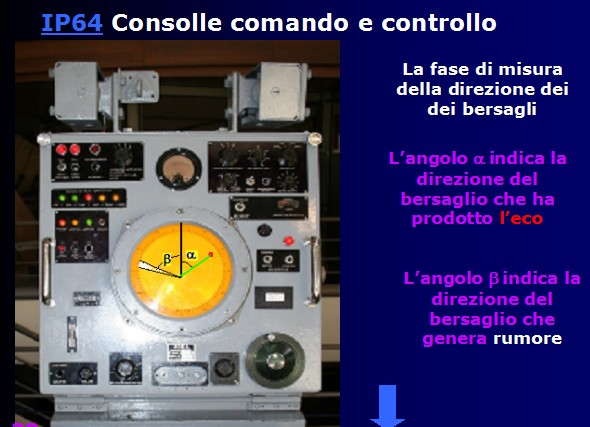
Consolle di presentazione e controllo del sonar IP64 USEA.

Sono indicate come parti bagnate le strutture:
- Il sistema di sensori riceventi, detto base idrofonica,[25] è collocato all'esterno del battello, sotto il falso scafo[26][27], in modo da restare completamente sommerso.
- La base cilindrica di trasmissione e ricezione impulsiva.

Parti asciutte
Sono indicate come parti asciutte e comprendono di larga massima i componenti: 
- Complesso di elaborazione, presentazione e controllo
- Cofano di amplificazione dei segnali idrofonici
- Cofano trasmettitore

## Caratteristiche funzionali componente passiva
Il sonar passivo   esegue la scoperta dei bersagli rivelando il loro rumore irradiato in mare.
Caratteristiche dei bersagli rilevate in passivo:
- Posizione angolare rispetto al Nord[30]
- Traiettoria
- Misura della quota
- Misura della distanza[31]
- Altri particolari dati operativi

### Sequenza operativa in passivo
La sequenza operativa del sonar passivo raccoglie tute le funzioni e/o gli eventi che si sviluppano nel localizzatore ed in mare dall'inizio dell'attività di ricerca dei bersagli alla scoperta e visualizzazione delle loro tracce:
- Nel localizzatore ed in mare: Valutazioni delle condizioni ambientali (tracciamento dei raggi acustici e calcoli di previsione della portata)[32]
- Nel localizzatore ed in mare: Trasduzione dei segnali acustici ricevuti con la base idrofonica in segnali elettrici.
- Soltanto in mare: Si affrontano i problemi dovuti al rumore del mare.
- Soltanto in mare: Si cerca di discriminare angolarmente tra i bersagli.
- Soltanto nel localizzatore: Elaborazione dati e visualizzazione delle tracce dei bersagli.

### Sistema di ricezione segnali
Il sistema dì ricezione dei segnali acustici di un sonar passivo è, a grandi linee, costituito da un gruppo di basi idrofoniche  e da una complessa struttura di elaborazione dati che ne riceve i segnali elettrici.

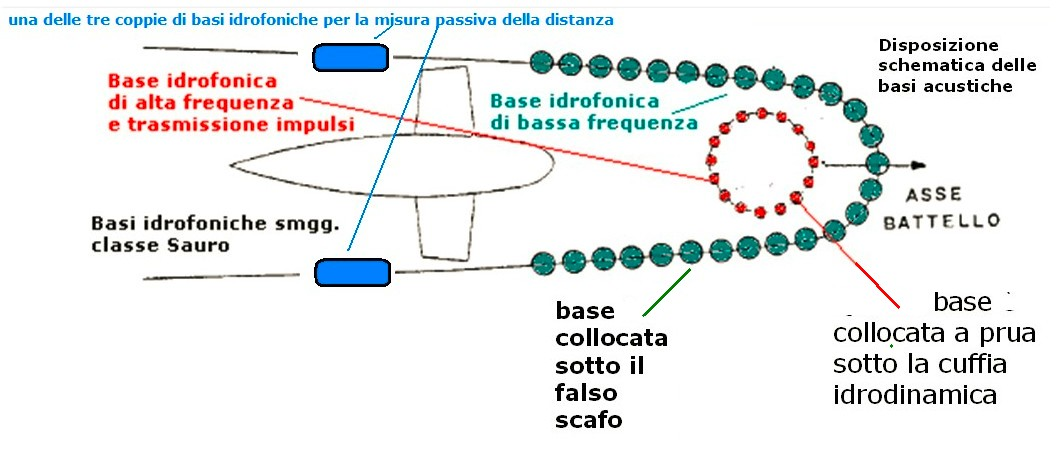
Insieme delle basi idrofoniche asservite al sonar passivo

Le basi idrofoniche possono essere di tipo circolare o conforme, quest'ultima è collocata lungo il profilo di prua del sottomarino.
Hanno il compito di trasdurre le pressioni acustiche generate dai bersagli in deboli tensioni elettriche da inviare al sistema ricevente del sonar passivo

### Cofano elaborazione dati

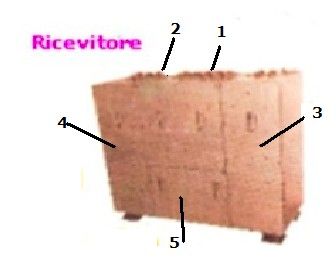
Sonar USEA IP74 - Cofano per la ricezione e l'elaborazione dei segnali idrofonici:
- 1-2 Preamplificatori con connettori di collegamento con la base idrofonica
- 3-4 Ricevitori a fasci preformati Bf, Af
- 5-Sistema di rilevamento angolare di precisione della posizione dei bersagli

Il cofano di elaborazione dati è composto dalle sezioni funzionali:
- Preamplificatori e connettori di collegamento con la base idrofonica, amplificano in modo selettivo i segnali idrofonici generati dalla base.[34]
- Ricevitori a fasci preformati Bf, Af, generano un insieme di fasci acustici per la scoperta dei bersagli per tutto l'arco dell'orizzonte
- Sistema di rilevamento angolare di precisione della posizione dei bersagli, è indirizzato sulla scorta delle indicazioni fornite dai fasci preformati.

### Elaborazione segnali dei bersagli

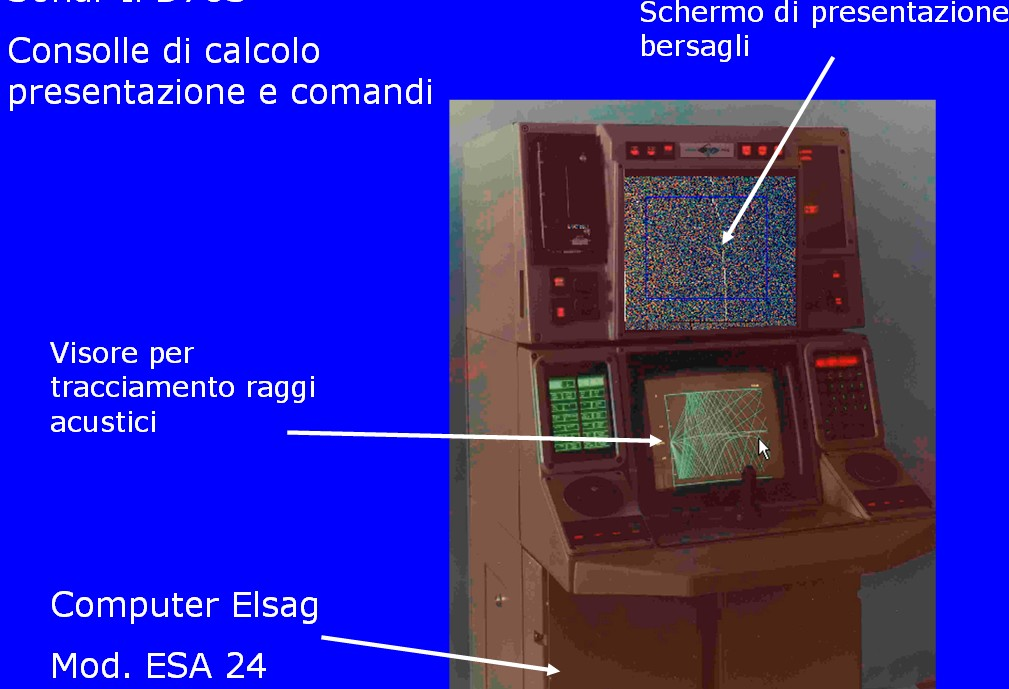
Sonar USEA IP74 -Consolle di calcolo e presentazione delle tracce dei bersagli

L'elaborazione dei segnali acustici dovuti ai bersagli è affidata ad un complesso sistema di rivelazione dati governato ed interfacciato con la consolle di comando e controllo.
Funzioni esplicate dalla consolle:
- Presentazione a cascata[35] dello scenario subacqueo per la funzione passiva, lo schermo video dedicato per tale compito è nella parte alta della consolle.
- Presentazione in coordinate cartesiane dei diagrammi relativi ai calcoli del percorso dei raggi acustici in mare[36]; lo schermo dedicato è nella parte inferiore della consolle.
- Presentazione video della funzione RLI[37].
- Comando a mezzo volantino della punteria manuale; presentazione del valore angolare connesso con il rilevamento dei bersagli.

### Condizioni ambientali
Il funzionamento del localizzatore è subordinato alle condizioni ambientali riscontrabili in mare; per la conoscenza dell'ambiente nei momenti operativi sono utilizzate diverse procedure e valutazioni, tra queste il tracciamento raggi acustici,

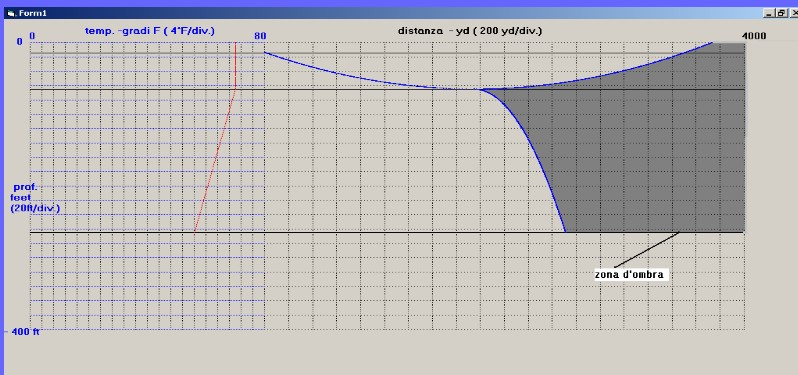
Uno dei molteplici casi della formazione della zona d'ombra: un bersaglio che si trovasse nella zona grigia non sarebbe scoperto dal sonar di un sottomarino al di fuori di tale zona

Dall'andamento delle traiettorie dei raggi acustici in mare, legate alle variazioni delle temperature dell'acqua, dipendono le capacità di scoperta dei sonar passivi.
Come attività propedeutica alla scoperta dei bersagli con il sonar passivo è necessario il computo ed il tracciamento grafico delle traiettorie dei raggi acustici in mare per individuarne le zone d'ombra.
Le diverse situazioni che si possono verificare a seguito dei molteplici andamenti delle traiettorie dei raggi acustici si estendono dall'impossibilità di qualsiasi rilevamento sonar, nelle zone d'ombra, alle capacità di scoperta dei bersagli a distanze eccezionali nei casi di canalizzazione del suono.

### Calcolo portate di scoperta
Il calcolo delle portate di scoperta è un dato indicativo delle probabili distanze coperte dal localizzatore passivo.
Il computo dipende da diverse variabili, sia caratteristiche fisiche del sonar, sia rilevate o desunte al momento come, ad esempio, il rumore del mare.

### Computo livelli acustici
Il livello dei segnali acustici {\displaystyle Sr}, espressi in decibel, ricevuti dalle basi idrofoniche è dipendente dall'intensità e dalla frequenza del rumore emesso dal bersaglio e dalla sua distanza dal sonar; un valore d'esempio, tra gli innumerevoli possibili:
- bersaglio: cacciatorpediniere a {\displaystyle 10} nodi
- distanza: {\displaystyle 10\ km}
- frequenza d'ascolto: {\displaystyle 10\ kHz}

{\displaystyle Sr=24\ dB/\mu Pa/Hz}

### Valutazione rumore del mare

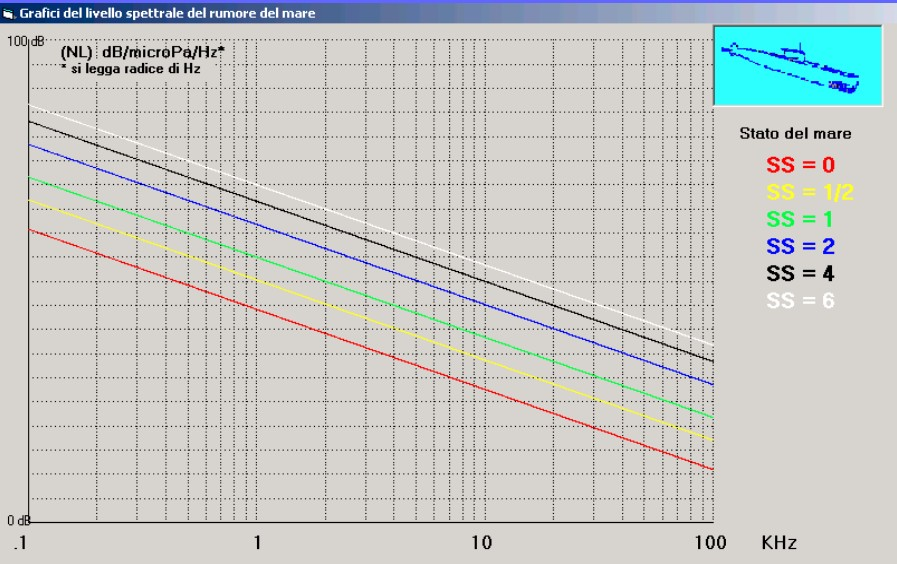
Diagrammi dello stato del mare

Il rumore del mare è il fenomeno fisico più penalizzante nelle azioni di scoperta dei bersagli con il sonar passivo.
Le curve relative al rumore del mare,
indicano come varia la pressione acustica generata dal moto ondoso del mare in funzione dei due parametri fondamentali che caratterizzano la fisica del fenomeno:
- Lo stato del mare, indicato con la sigla SS (sigla inglese per Sea State)[42]
- La frequenza delle vibrazioni acustiche

### La portata funzione del rumore

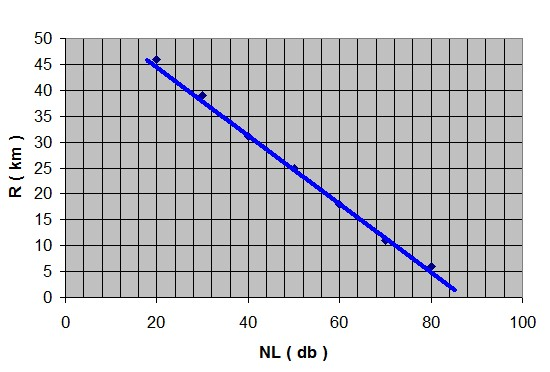
Portata R in km in funzione del valore di NL in dB

La portata di scoperta di un sonar passivo indica in generale la probabile distanza alla quale questo può scoprire un bersaglio. La portata di scoperta non è un dato certo ma una previsione a carattere probabilistico che dipende dal rumore del mare {\displaystyle NL} (sigla inglese per Noise Level)
Il calcolo della portata massima per propagazione sferico-cilindrica per il sonar passivo si ottiene dalla soluzione del seguente sistema di equazioni in {\displaystyle R}:
L'espressione logaritmica per il calcolo della portata di scoperta è mostrata nel sistema:
{\displaystyle {\begin{cases}TL=60+20\cdot \log _{10}{R}+\alpha \cdot R\\TL=SL+DI-NL-DT+20\cdot \log _{10}{\sqrt {BW}}\end{cases}}}
Assunti i valori delle variabili che compaiono nel sistema con dati reali, {\displaystyle NL} escluso, si calcola la curva che mostra come la portata {\displaystyle R} vari da {\displaystyle 46\ km\ per\ NL=20\ dB} a {\displaystyle R=6\ km\ per\ NL=80\ dB}

### Probabilità di scoperta dei bersagli e falsi allarmi

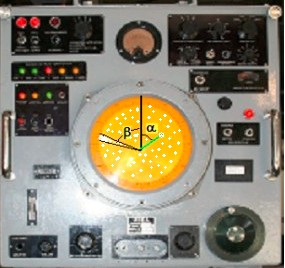
Schermo sonar IP64 in presenza di segnali: (Eco bersaglio per); (Rumore bersaglio per, strisciata bianca); (disturbi dovuti al mare tracce bianche)

Nelle operazioni di ricerca dei bersagli con il sonar, il più delle volte, le tracce dei segnali  sullo schermo video si confondono con le tracce dei disturbi dovuti al rumore del mare.
In tali condizioni la scoperta dei bersagli non è una cosa certa ma dipende da variabili a carattere probabilistico; in una percentuale x del tempo d'osservazione le tracce dei bersagli saranno visibili, in altra percentuale y del tempo saranno valutate erroneamente come segnali la tracce provocata dal rumore. 
La probabilità di scoperta con il sonar è legata a coppie di variabili probabilistiche {\displaystyle Priv.} e {\displaystyle Pfa.}
- Con la sigla {\displaystyle Priv.} s'indica la percentuale di probabilità di rivelare il bersaglio.

- Con la sigla {\displaystyle Pfa.} s'indica la percentuale di probabilità di avere un segnale di falso allarme invece del bersaglio. [46].

Le variabili entrano in gioco nei ricevitori sonar dotati di processori in correlazione
nelle fasi di contatto con un bersaglio quando il rumore ambiente è sensibile.

#### Rumore del mare, scoperta e falso allarme

Segnale di un bersaglio in ottime condizioni del rapporto {\displaystyle (Si/Ni)} (rumore del mare molto basso); {\displaystyle Priv.=99.99999\%} e {\displaystyle Pfa.=0.00001\%}
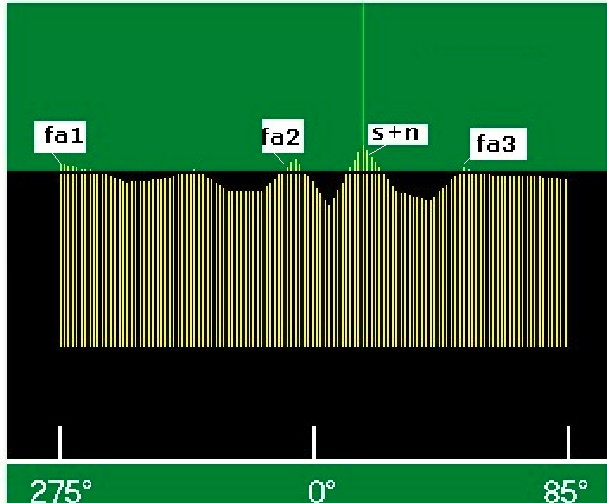
Se il rumore del mare è alto il picco s+n indica il segnale di un bersaglio che si confonde con i picchi di rumore fa1, fa2, fa3

Nel calcolo della portata di scoperta di un sonar passivo giocano un ruolo primario le due variabili {\displaystyle Priv.} e {\displaystyle Pfa.} in dipendenza di alcune caratteristiche proprie del ricevitore del sonar e dei segnali da esso elaborati:
- la prima caratteristica dipende dal rapporto {\displaystyle Si/Ni} tra l'intensità del rumore emesso dal bersaglio e il rumore nell'ambiente marino.

- la seconda interessa la larghezza di banda del ricevitore

- la terza è legata al tempo d'integrazione del rivelatore

Se il rumore del mare è molto basso la probabilità di scoprire il bersaglio è elevata come indicato in figura di sinistra dove il picco del segnale è nettamente superiore ai picchi del rumore che lo contornano.
Se il rumore del mare è molto elevato la probabilità di scoprire il bersaglio si riduce come indicato in figura di destra dove il picco del segnale si può confondere con i picchi del rumore.

## Caratteristiche funzionali componente attiva
Il sonar attivo esegue la ricerca dei bersagli emettendo impulsi acustici ad alto livello per riceverne, come conseguenza, gli echi.
Caratteristiche dei bersagli dedotte dal sonar:
- Posizione angolare rispetto al Nord[30]
- Traiettoria
- Misura della quota
- Misura della distanza[31]
- Rilevamento della velocità
- Altri particolari dati operativi

### Sequenza operativa in attivo
La sequenza operativa raccoglie tute le funzioni e/o gli eventi che si sviluppano nel sonar attivo e in mare dall'inizio dell'attività di ricerca dei bersagli alla scoperta e visualizzazione delle loro tracce.
- Nel localizzatore e in mare:

Valutazioni delle condizioni ambientali (tracciamento dei raggi acustici e calcoli di previsione della portata)
- Nel localizzatore:

comando per l'emissione degli impulsi acustici
- Nel localizzatore:

generazione degli impulsi elettrici da applicare alla base acustica d'emissione
- Nel localizzatore e in mare:

trasduzione degli impulsi elettrici in acustici con la base d'emissione
- In mare:

i problemi dovuti alla riverberazione a seguito emissione impulso in mare
- In mare:

i bersagli generano gli echi conseguenti all'emissione
- Nel localizzatore:

ricezione degli echi mascherati dalla riverberazione
- Nel localizzatore:

elaborazione dati e visualizzazione delle tracce dei bersagli

### Generatore impulsivo di potenza e base acustica

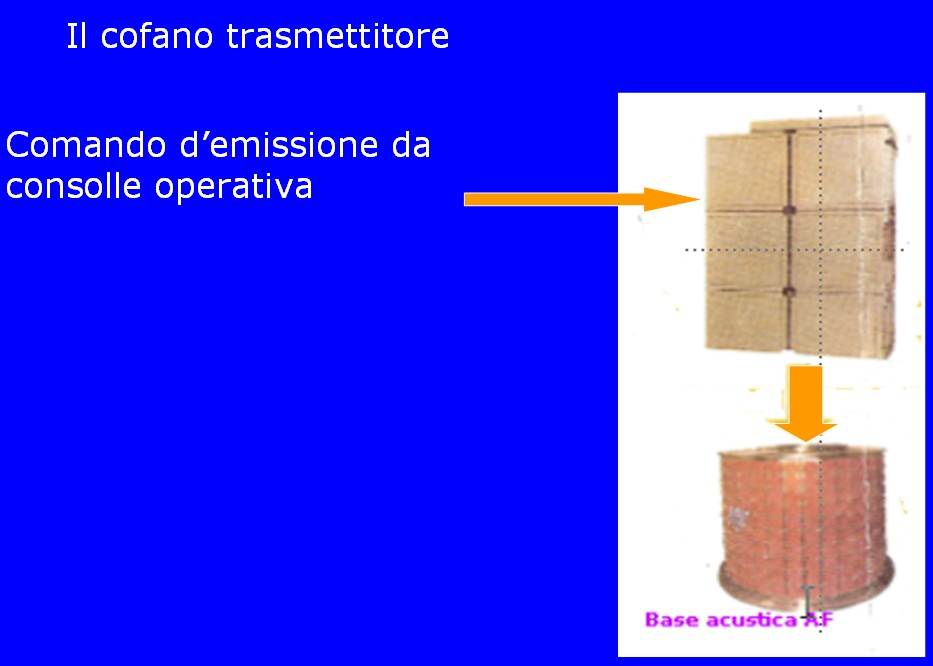
Sonar USEA IP74 - Cofano del generatore di potenza e base acustica

Il sistema dì generazione degli impulsi acustici di un sonar attivo è, a grandi linee, costituito da un generatore di potenza elettrica e da una base acustica d'emissione.
Il generatore di potenza di un sonar installato su di un sottomarino è in grado di generare impulsi elettrici dell'ordine di decine di migliaia di Watt.
La forma, la frequenza all'interno degli impulsi e la durata degli stessi possono variare in un'ampia gamma di valori suggeriti dalle condizioni operative al momento della ricerca dei bersagli.
La base acustica trasduce gli impulsi elettrici del generatore in impulsi acustici che si propagano in mare, inizialmente come onde sferiche e a seguire per onde cilindriche.

### Modalità d'emissione e livelli
L'emissione degli impulsi del sonar può essere comandata in modalità panoramica o in modalità direzionale.
Gli impulsi emessi dalla base acustica del sonar hanno, indicativamente, un livello di pressione pari a:
{\displaystyle LI\approx 230\ dB/\mu Pa/1\ m}

### Ricezione echi dei bersagli

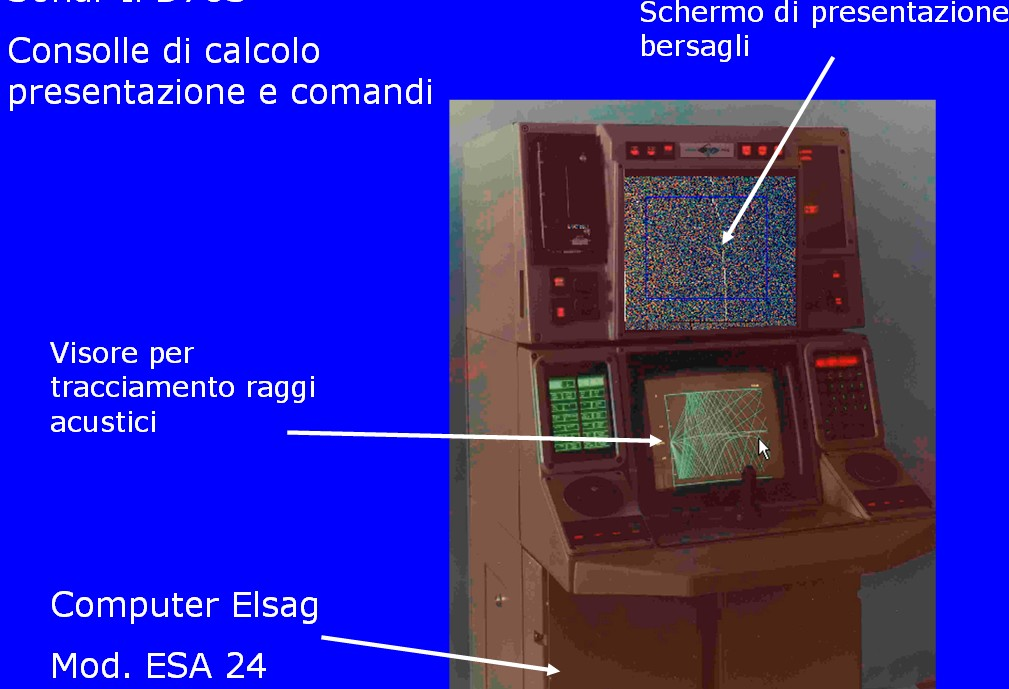
Sonar USEA IP74 - Consolle di calcolo e presentazione degli echi

La ricezione dei segnali acustici dovuti agli echi dei bersagli, e la loro visualizzazione, è affidata a un complesso sistema di elaborazione dati governato e interfacciato con la consolle di comando e controllo.
Le molteplici funzioni esplicate dalla consolle sono:
- Presentazione a cascata dello scenario subacqueo per la funzione attiva, lo schermo video dedicato per tale compito è nella parte alta della consolle.
- Presentazione in coordinate cartesiane dei diagrammi relativi ai calcoli del percorso dei raggi acustici in mare[36]; lo schermo dedicato è nella parte inferiore della consolle.
- Presentazione video della funzione BDI [54](in fase di emissione d'impulsi).
- Misura della velocità dei bersagli passivi mediante analisi dell'effetto Doppler.
- Comando a mezzo volantino della punteria manuale: presentazione del valore angolare connesso con il rilevamento dei bersagli.
- Comando[55] per l'emissione impulsiva: omnidirezionale / direttiva / durata impulsi.

### La riverberazione dopo l'impulso
I fenomeni della riverberazione in mare accompagnano le emissioni acustiche del sonar attivo generate per l'illuminazione impulsiva dei bersagli, sono caratterizzati da tre tipi particolari che si manifestano,	sia	isolatamente,	sia	contemporaneamente	in dipendenza delle caratteristiche dell'ambiente subacqueo.
Tipologie della riverberazione:
I tre tipi della riverberazione:
- riverberazione di superficie (causata dalla riflessione delle onde acustiche che colpiscono la superficie del mare), tanto più elevata quanto è l'increspatura del mare
- riverberazione di fondo (causata dalle riflessione delle onde acustiche che colpiscono il fondo del mare), tanto più elevata quando il fondo è roccioso
- riverberazione di volume (causata dalle riflessione delle particelle disperse in mare e altre cause)

Lo svolgersi del fenomeno:
Lo sviluppo del fenomeno della riverberazione è descrivibile in tre fasi:
- Prima fase - l'emissione dell'impulso del sonar;
- Seconda fase - la comparsa di una porzione dell'energia acustica riflessa dall'ambiente che la riverbera; prima giunge la riverberazione del volume d'acqua investito dall'impulso, successivamente le altre;
- Terza fase - la comparsa dell'eco del bersaglio coperto in parte dalla riverberazione.

### Eco e riverberazione

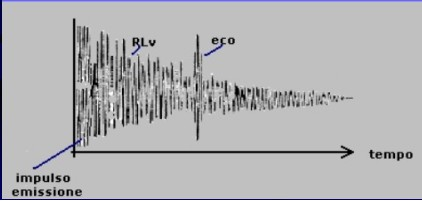
Eco di un bersaglio e riverberazione causata dall'impulso del sonar

L'eco del bersaglio, in base alla distanza dal sonar può comparire in mezzo alla riverberazione.
In particolari condizioni il rapporto tra eco e riverberazione non consente la rivelazione del bersaglio.

### Livello echi dei bersagli)

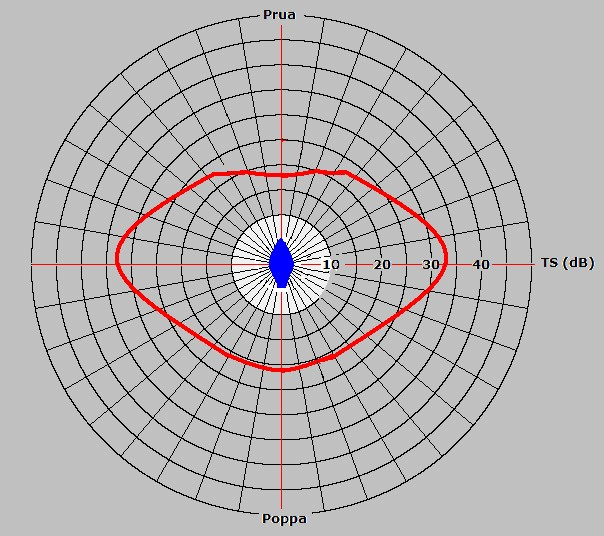
TS in dB: diagramma della forza riflettente di un bersaglio variabile con l'aspetto

Quando un sonar attivo emette impulsi acustici per la ricerca di bersagli subacquei questi riflettono una porzione dell'energia ricevuta sotto forma di eco.
Il rapporto fra l'intensità dell'energia riflessa e l'intensità dell'onda incidente viene indicato come forza del bersaglio (TS):
TS (abbreviazione inglese per Target Strength); il TS è espresso in {\displaystyle dB} (decibel).
L'entità del livello dell'eco dipende dalle caratteristiche volumetriche, di forma e di aspetto del bersaglio.
L'importanza dell'ampiezza del {\displaystyle TS} nel calcolo della portata di scoperta di un sonar attivo è sensibile.

### Il TS dei sottomarini
Il calcolo del {\displaystyle TS} per corpi aventi strutture
geometriche regolari è stato sviluppato ed è disponibile in apposite tabelle di testi specialistici.
IL calcolo del {\displaystyle TS} di strutture irregolari, quali ad esempio un'unità sottomarina dotata di torretta e altro che ne costituiscono l'insieme dello scafo, non è fattibile con precisione; la valutazione del {\displaystyle TS} per dette strutture è affidata a rilievi sul campo.

### Portata sonar in funzione del TS

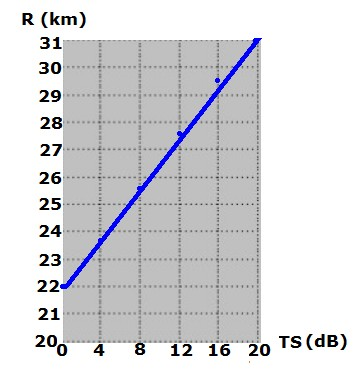
Portata R in km in funzione del valore di TS in dB

La portata di scoperta di un sonar attivo indica in generale la probabile distanza alla quale questo può scoprire un bersaglio. La portata di scoperta non è un dato certo ma una previsione a carattere probabilistico.
Il calcolo della portata massima per propagazione sferico-cilindrica per la componente attiva si ottiene dalla soluzione del seguente sistema di equazioni in {\displaystyle R}:
{\displaystyle {\begin{cases}TL=120+40\cdot \log _{10}{R}+2\cdot \alpha \cdot R\\TL=LI+TS-NL-DT+DI\end{cases}}}
Assunti i valori delle variabili che compaiono nel sistema con dati reali, {\displaystyle TS} escluso, si calcola la curva che mostra come la portata {\displaystyle R} vari da {\displaystyle 22\ km\ a\ 31\ km} per {\displaystyle Ts} variabile da {\displaystyle 0\ a\ 20\ dB.}

## Tipologie di sonar
Una svariata serie di tipologie di sonar è illustrata con i link:
- Localizzatore subacqueo a cortina trainata
- Sonar a profondità variabile
- Sonar a scansione laterale
- Sonar ad alta risoluzione
- Sonar con telefono subacqueo
- Sonar per siluri
- Sonar di emergenza
- Sonar per sottomarini classe Sauro
- Sonar per sottomarini classe Toti

## Prestazioni funzionali del sonar e computazioni tecniche specialistiche
Per le prestazioni funzionali del sonar e le computazioni tecniche agli indirizzi: 
Categoria sonar in Wikipedia: cliccare su sonar alla fine della voce
Categoria sonar in Wikiversity
Categoria Funzioni di correlazione
Categoria Elettronica di bassa frequenza per il sonar
Categoria:Calcolatori automatici per il sonar
Categoria:Pubblicazioni sul sonar e la correlazione -download libero
Corso:Applicazioni tecniche sul sonar
Corso:Tecniche di correlazione per i segnali elettrici di bassa frequenza
Documentazione sulle tematiche sonar